# NGC 4768
NGC 4768 — звезда в созвездии Девы.
Вместе с NGC 4769 — двойной звездой, расположенной поблизости, этот объект открыл Вильгельм Темпель, когда исследовал область неба вблизи NGC 4770. Поблизости нет других ярких звёзд или других галактик кроме NGC 4770, поэтому в идентификации NGC 4768 и NGC 4769 нет сомнений.
Этот объект входит в число перечисленных в оригинальной редакции «Нового общего каталога».